# 奥野幸吉
奥野 幸吉（おくの こうきち、1870年10月28日（明治3年10月4日） - 1920年（大正9年）12月28日）は、日本の陸軍軍人。最終階級は陸軍少将。

## 経歴・人物
兵庫県出身。1893年（明治26年）陸軍士官学校第4期卒業。1900年（明治33年）陸軍大学校を卒業。
1914年（大正3年）8月に騎兵第16連隊長、1915年（大正4年）6月に陸軍騎兵大佐を経て、1919年（大正8年）7月に陸軍少将・騎兵第3旅団長に任官。翌年、在官中に没した。

## 栄典
- 1894年（明治27年）5月1日 - 正八位[4]